# 比利亞尼 (穆羅瓦尼庫里利夫齊區)
48°42′0″N 27°37′16″E / 48.70000°N 27.62111°E
比利亞尼（烏克蘭語：Біляни），是烏克蘭的村落，位於該國西南部文尼察州，由莫希利夫-波季利斯基區負責管轄，面積1.06平方公里，海拔高度253米，2001年人口265，人口密度每平方公里250人。